# Afinación pitagórica
Afinación pitagórica, sistema de construcción de la escala musical que se fundamenta en la quinta perfecta de razón 3/2 o quinta justa; esta afinación era la usada durante la Edad Media. Se obtenía mediante la división geométrica de una cuerda de un instrumento musical en dos, tres y cuatro partes iguales.

Su éxito radicaba en las características monofónicas del canto gregoriano (monódico y diatónico), y en ser la única que exponía con todo detalle el latino Boecio. 

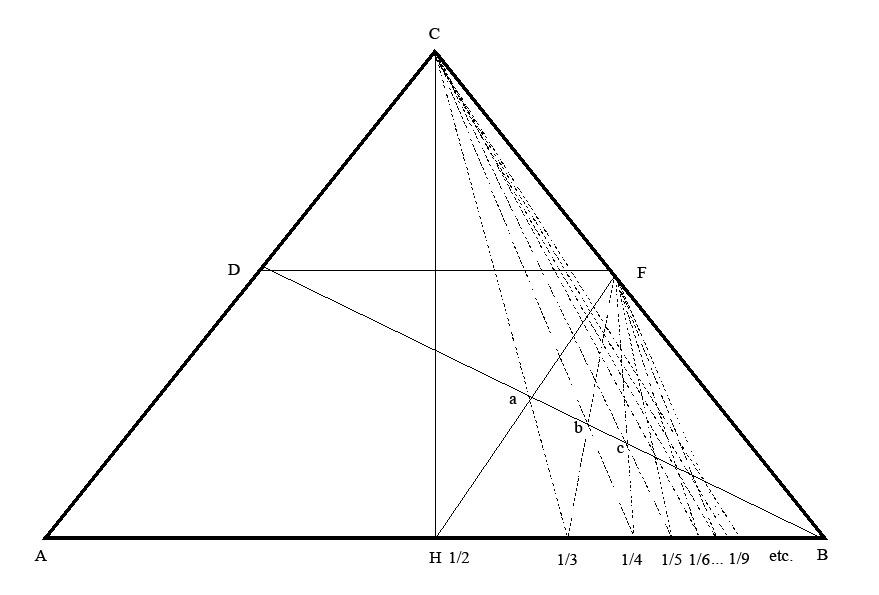
Método geométrico definido por Pitágoras para obtener los intervalos de un instrumento.

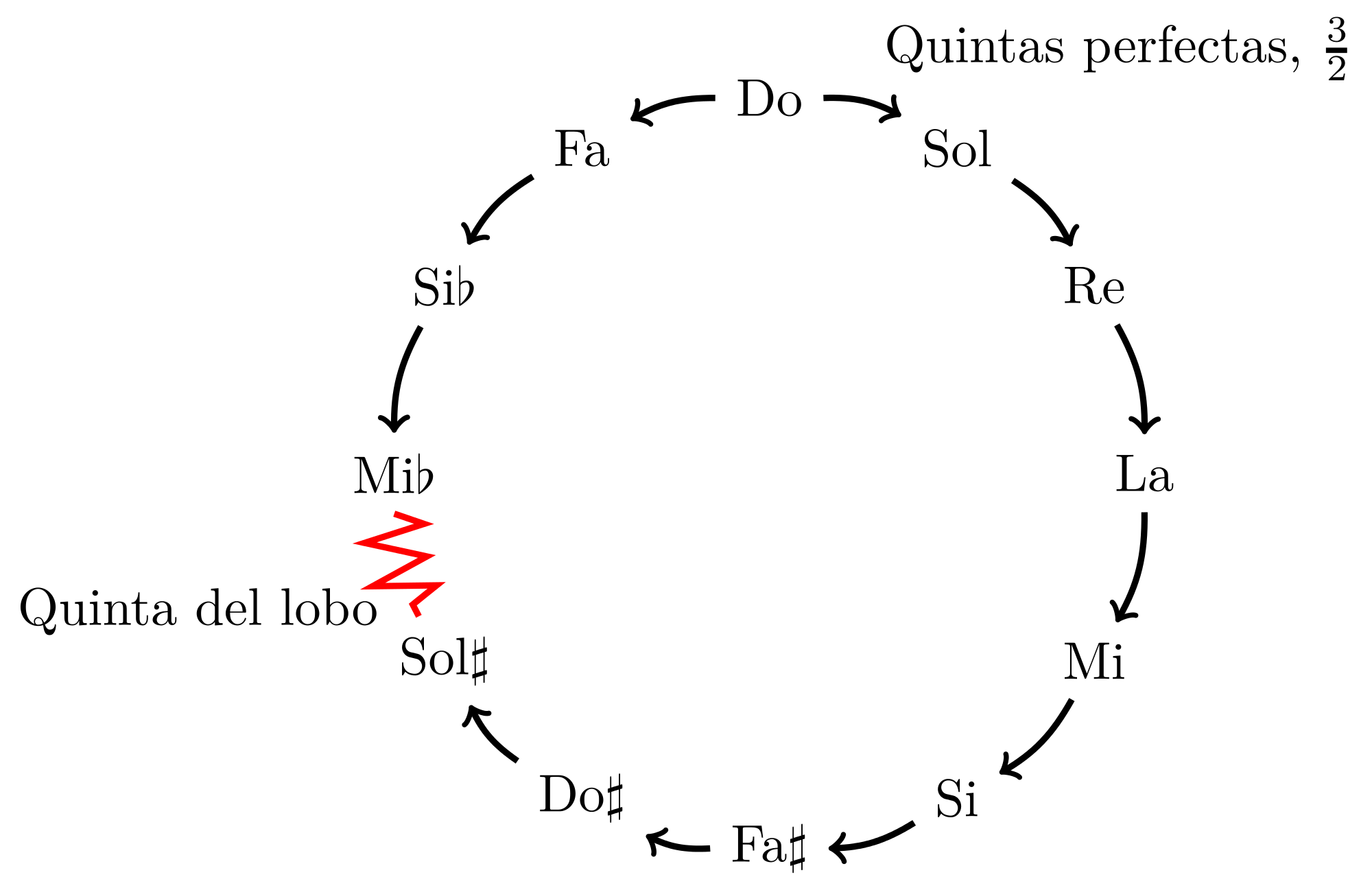
Círculo de quintas pitagórico que muestra la quinta del lobo (en rojo).

El sistema de Pitágoras parte del axioma que obliga a cualquier intervalo a expresarse como una combinación de un número mayor o menor de quintas perfectas. Partiendo de una nota base se obtienen las demás notas de una escala diatónica mayor encadenando hasta cinco quintas consecutivas por encima y una por debajo, lo que da lugar a las siete notas de la escala. Por ejemplo, si partimos de la nota Do, obtenemos:
Fa {\displaystyle \leftarrow } Do {\displaystyle \rightarrow } Sol {\displaystyle \rightarrow } Re {\displaystyle \rightarrow } La {\displaystyle \rightarrow } Mi {\displaystyle \rightarrow } Si

Cuando se continúa el enlace de quintas hasta encontrar las doce notas de la escala cromática, la quinta número doce llega a una nota que no es igual a la nota que se tomó como base en un principio. Al reducir las doce quintas en siete octavas, el intervalo que se obtiene no es el unísono, sino una pequeña fracción del tono llamada comma (o coma) pitagórica.
Esto no es una anomalía del cálculo, aunque pueda parecerlo. Si uno intenta afinar las doce notas de la escala cromática, mediante el encadenamiento de quintas perfectas, ocurre que la quinta es incompatible con la octava (o el unísono). Esta diferencia puede resolverse de muchas maneras que dan lugar a distintos sistemas de afinación derivados del sistema de Pitágoras.
La forma más simple es dejar la última quinta con el valor "residual" que le corresponda después de encadenar las otras once. Esta quinta será una coma pitagórica más pequeña que la quinta perfecta, y se conoce como quinta del lobo.
Se forma entonces un círculo de quintas que no llega a cerrarse; el círculo de quintas no cerrado es en realidad una porción de la espiral que se obtendría al continuar encadenando quintas. La limitación de los sonidos a doce es determinante para la construcción de instrumentos de teclado e instrumentos de cuerda con trastes.
Mi{\displaystyle \flat } {\displaystyle \leftarrow } Si{\displaystyle \flat } {\displaystyle \leftarrow } Fa {\displaystyle \leftarrow } Do {\displaystyle \rightarrow } Sol {\displaystyle \rightarrow } Re {\displaystyle \rightarrow } La {\displaystyle \rightarrow } Mi {\displaystyle \rightarrow } Si {\displaystyle \rightarrow } Fa{\displaystyle \sharp } {\displaystyle \rightarrow } Do{\displaystyle \sharp } {\displaystyle \rightarrow } Sol{\displaystyle \sharp }

## Los intervalos de la escala pitagórica
Cuando se trata de hallar los intervalos reales que se forman entre las notas de la escala pitagórica, es necesario reducir recursivamente todos los intervalos que superen la octava; a partir de dos quintas de distancia (como Do - Sol - Re) ya se hace necesaria esta reducción hasta dejar el intervalo en su forma simple (como Do - Re). Así pues, los intervalos dentro de la escala tienen una expresión de la forma
qm: on
donde 'q' es la quinta, con un valor de 3/2, y 'o' es la octava, con un valor de 2; por su parte, m y n son el número de quintas y de octavas, respectivamente. En esta expresión, la operación de dividir corresponde a la diferencia de intervalos, en este caso para reducir las octavas.

### Entre notas consecutivas
Cuando se efectúa esta operación para las siete notas y se ordenan por su altura, resultan entre cada par de notas consecutivas dos tipos de intervalo:
- El tono, formado por dos quintas. Este tono corresponde al "tono grande" de la serie armónica que existe entre los armónicos 8 y 9. Su razón numérica es {\displaystyle \left({\frac {3}{2}}\right)^{2}:2^{1}={\frac {9}{8}}}

- El semitono diatónico, formado por cinco quintas. Su razón numérica es {\displaystyle \left({\frac {2}{3}}\right)^{5}*2^{3}={\frac {256}{243}}}

En el caso del semitono diatónico se han invertido las expresiones de la quinta y la octava porque las quintas son descendentes y el círculo se recorre en sentido antihorario, siendo lo habitual que las quintas sean ascendentes en sentido horario.
Tenemos, pues, que bajo el sistema pitagórico hay dos semitonos distintos: el diatónico y el cromático. El semitono diatónico o limma se forma dentro de la escala entre la cuarta justa de razón 4/3 y el ditono, que como tercera mayor resulta grande, por lo que la diferencia es un semitono pequeño. Esto coincide con la práctica actual del canto y de los instrumentos de cuerda sin trastes, en el sentido de que las sensibles y las notas con sostenido están relativamente cerca de la nota natural siguiente.
Un semitono diatónico pequeño produce, por la diferencia con el intervalo de tono, de razón 9/8, un semitono cromático grande conocido como apotomé. Así pues, el tono se compone de la suma de una limma y un apotomé.

### Entre cada nota y la base
Las notas de la escala, a partir de la segunda, forman con la base los siguientes intervalos:
- Segunda mayor (dos quintas): es un tono grande de 9/8 (204 cents) como se ha visto en el apartado anterior.
- Tercera Mayor (cuatro quintas): es un ditono pitagórico de {\displaystyle {\frac {81}{64}}} formado por dos tonos grandes. Tiene 408 cents.
- Cuarta justa (una quinta en sentido antihorario): es la inversión de la quinta perfecta. Su valor es {\displaystyle 2:{\frac {3}{2}}={\frac {4}{3}}}
- Quinta justa: la quinta perfecta o pitagórica, de razón 3/2.
- Sexta mayor (tres quintas): tiene un valor de {\displaystyle \left({\frac {3}{2}}\right)^{3}:2^{1}={\frac {27}{16}}}. Su inversión es la tercera menor, de valor {\displaystyle 2:{\frac {27}{16}}={\frac {32}{27}}}, que es algo pequeña cuando se compara con la tercera menor existente entre los sonidos 5 y 6 de la serie armónica.
- Séptima mayor (cinco quintas): Su valor es {\displaystyle \left({\frac {3}{2}}\right)^{5}:2^{2}={\frac {243}{128}}}. Su inversión es la segunda menor que equivale al semitono diatónico, cuyo valor es {\displaystyle 2:{\frac {243}{128}}={\frac {256}{243}}}

## Más allá del círculo de quintas
La continuación de la espiral pitagórica hasta que comprenda 53 quintas, aún produce una pequeña diferencia entre la nota de partida y la nota número 54. Esta diferencia se denomina coma de Mercator; la asimilación o reparto de la coma de Mercator entre las 53 quintas produce el sistema de Holder, basado en la coma de Holder de 1/53 de octava.